# Lytham St Annes
Lytham St Annes è una città di 41 327 abitanti del Lancashire, in Inghilterra.

## Amministrazione

### Gemellaggi
- Werne, Germania